# يان روبنسون (فيلسوف)
يان روبنسون (بالإنجليزية: Ian Robinson)‏ هو فيلسوف أسترالي، ولد في 18 نوفمبر 1940.